# アントラニル酸
アントラニル酸（アントラニルさん、anthranilic acid）は芳香族アミノ酸の一種である。哺乳類に対して催乳作用を示すため、ビタミンL1とも呼ばれる。生体内でのトリプトファン合成に関与するシキミ酸経路では、コリスミ酸とグルタミンからアントラニル酸シンターゼによって合成される。また様々なアルカロイドの前駆体となる。一方、トリプトファンの代謝経路であるキヌレニン経路においてキヌレニンより生合成される。メタノールとのエステルであるアントラニル酸メチルはブドウやジャスミンに含まれる香気成分である。
日本においては、1991年（平成3年）に改正された麻薬及び向精神薬取締法で、向精神薬原料に加えられた。

## 化学分析
アントラニル酸はカドミウムや水銀など多くの金属イオンと反応してキレート錯体を形成する。このアントラニル酸錯体は弱酸性条件において沈殿を生成するため、金属イオンの定量分析に利用することができる。

## 法規制
アントラニル酸は、キナゾリノン系のGABA受容体作動薬で、乱用が問題となっているメタカロンの原料となる。
国際的には、麻薬及び向精神薬の不正取引の防止に関する国際連合条約（寄託先: 国際連合事務総長）に基づき、N-アセチルアントラニル酸及びその塩類等の10物質を追加している。この追加措置の通知日である1992年5月27日から180日以内に、条約締約国内で規制の効力が生じるよう、国内法化を求めている。
日本においては、同条約への加盟に先立って麻薬及び向精神薬取締法を改正している。同法の改正は1991年10月2日に成立し、同月5日に公布、同月30日より施行された。これにより同法に別表第四が新設され、「アントラニル酸及びその塩類」の名称で取締対象に追加されることとなった。アントラニル酸の含有率が50%を超える物質を輸出入する場合は、地方厚生局長への届出が必須である。